# Wollastonia
Wollastonia es un género de plantas fanerógamas perteneciente a la familia de las asteráceas.   Comprende 27 especies descritas.

## Taxonomía
El género fue descrito por  DC. ex Decne. y publicado en Nouvelles Annales du Museum d'Histoire Naturelle 3: 414. 1834. La especie tipo es Wollastonia scabriuscula DC. ex Decne.

## Especies
A continuación se brinda un listado de las especies del género Wollastonia aceptadas hasta julio de 2012, ordenadas alfabéticamente. Para cada una se indica el nombre binomial seguido del autor, abreviado según las convenciones y usos.
- Wollastonia asperrima
- Wollastonia biflora
- Wollastonia canescens
- Wollastonia ecliptoides
- Wollastonia elongata[4]